# Det ny Tonefilmsorkester
Det ny Tonefilmsorkester er et filmmusik- og underholdningsorkester, som blev etableret i 1998 af en gruppe studerende på Musikvidenskabeligt Institut, nu Afdeling for Musikvidenskab (2007), ved Københavns Universitet.

Inspirationen kom fra Sven Gyldmarks Tonefilmsorkester, der leverede en stor del af indspilningerne under den danske films guldalder, men repertoiret spænder bredt og rækker efterhånden et godt stykke ud over Gyldmarks og Kai Normann Andersens udødelige filmmelodier.
I modsætning til sin historiske pendant optræder orkestret mest på scenen dels ved egne koncerter og dels ved private eller offentlige arrangementer, hvor det er hyret til at underholde.
Orkestret har gennem hele sin eksistens været under ledelse af den nuværende (2018) dirigent, Jakob Faurholt.

## Eksterne links
- Det ny Tonefilmsorkester Arkiveret 7. september 2019 hos  Wayback Machine.
- Afdeling for Musikvidenskab Arkiveret 5. december 2006 hos  Wayback Machine

| Musikgruppe | Spire Denne artikel om en dansk musikgruppe er en spire som bør udbygges. Du er velkommen til at hjælpe Wikipedia ved at udvide den. |